# 明僧紹
明僧紹（？—？），字承烈，一字休烈，平原郡鬲縣人，南北朝時期南朝隱士。

## 生平
明僧紹在宋文帝在位期間因通明儒家經典而獲舉為秀才；永光元年（465年）獲鎮北將軍府辟命為功曹，但明僧紹沒有應命，反而到長廣郡中的嶗山隱居，在那裹建學校講課授徒。宋明帝泰始初年，因徐州刺史薛安都招引北魏作援，魏軍遂奪取了原為宋所有的淮北土地。明僧紹見此就渡江南還。宋失淮北之時，岷江、益州地區發生山崩，齊郡的淮河亦斷流，明僧紹私下向弟弟表示天地之氣失序就會導致山崩水竭之事，並引稱夏朝、商朝、周朝及漢朝滅亡前都有山崩斷流事，以現在宋有山川之變，認定宋國祚將盡。泰始六年（470年），明僧紹又獲宋廷徵召為通直郎，但他不應命。宋順帝在位時，執掌朝政的蕭道成下令以「旍幣之禮」辟命明僧紹、顧歡及臧榮緒三人，並以明僧紹為自己的太傅記室參軍，但明僧紹還是沒有前往應命。當時明僧紹就隨任青州刺史的弟弟明慶符到鬱洲，住在弇榆山中，每日遊山玩水，一次也沒有進州城中。
蕭道成篡宋建齊後，在同年（479年）冬季便徵明僧紹擔任正員郎，但明僧紹稱疾不去，蕭道成及後和崔祖思通信表示希望崔祖思向明僧紹轉述他的意思，並請僧紹和慶符一同南返。及後明慶符離任青州刺史，僧紹隨他南歸，住在江乘縣的攝山中。蕭道成未能和明僧紹見面，就見了明慶符，並經由他賜僧紹竹根如意及筍籜冠，當時隱士都認為這是榮耀，封延伯更稱許他是宋齊的儒仲。其時明僧紹又嚮往僧人釋僧遠的風範及德行，特地到定林寺和他會面，而蕭道成也想去寺中和明僧紹見面，釋僧遠就曾問過若皇帝真的來了，明僧紹會怎樣做，明僧紹就說自己是山野之人，皇帝來到即使要鑿穿牆壁也要避走，但若果還是避不了，也就學戴顒那樣應對。
永明元年（482年），新繼位的齊武帝下令召見僧紹，僧紹稱病不見，武帝徵召他出任國子博士，僧紹又不上任，最後去世，始終都沒有出仕。

## 家庭

### 祖父
- 明玩，冀州治中。

### 父親
- 明略，給事中

### 兄弟
- 明僧胤，僧紹兄，能清談玄學，宋冀州刺史。有子明惠照
- 明僧暠，僧紹弟，宋青州刺史。
- 明慶符，僧紹弟，宋青州刺史，齊黃門侍郎。

### 子
- 明元琳，亦為隱士。
- 明仲璋，亦為隱士。
- 明山賓，亦為隱士，惟因兄仲璋患病缺錢而曾仕齊為廣陽令。入梁後官至散騎常侍、國子祭酒、假節攝北兗州事。
- 明少遐，梁青州刺史，後奔北齊，任太子中庶子。

## 延伸阅读
[在维基数据编辑]
 《南齊書·卷54》，出自萧子显《南齊書》
 《南史·卷50》，出自李延壽《南史》